# بخش کنکورد (شهرستان هایلند، اوهایو)
بخش کنکورد (به انگلیسی: Concord Township) یک منطقهٔ مسکونی در ایالات متحده آمریکا است که در شهرستان هایلند، اوهایو واقع شده‌است.
 بخش کنکورد ۸۷٫۲ کیلومتر مربع مساحت و ۱٬۴۱۵ نفر جمعیت دارد و ۳۲۱ متر بالاتر از سطح دریا واقع شده‌است.